# Alvydas Pazdrazdis
Alvydas Pazdrazdis, född 20 juli 1972 i Kretinga, dåvarande Sovjetunionen, är en litauisk basketspelare som tog OS-brons 1992 i Barcelona. Detta var Litauens första medalj i rad i herrarnas turnering i basket vid olympiska sommarspelen. Även vid kommande olympiska spel (1996 och 2000) tog herrarna brons. Han har spelat för klubbarna BC Lietuvos Rytas, KK Neptunas och BC Sakalai.